# Villa Rémi-Belleau
La villa Rémi-Belleau est une voie du 19e arrondissement de Paris, en France.

## Situation et accès
La villa Rémi-Belleau est une voie privée située dans le 19e arrondissement de Paris. Elle débute au 69, avenue Jean-Jaurès et se termine en impasse.
Elle est desservie par la station Laumière, sur la ligne 5 du métro de Paris.

## Origine du nom
Elle porte le nom de l'érudit et poète français Rémi Belleau (1528-1577), l'un des sept membres de la Pléiade.

## Historique
La voie est créée sous le nom provisoire de « voie BW/19 » et prend sa dénomination actuelle par un arrêté municipal du 9 décembre 1985.